# Livre national rouge
Le Livre national - collection rouge est une collection littéraire française de romans populaires publiée dès avant 1914 par Le Livre national, une marque des éditions Tallandier, également connue sous les noms de « Collection rouge » ou « Tallandier rouge ».
Deux ouvrages paraissaient en moyenne par semaine. Le prix de lancement était de 60 centimes de franc, qui monte en 1918 à 1,25 F, pour finir à 4,50 F avant 1941. La collection est relancée de 1948 à 1954 sous un nouveau graphisme signé Maurice Toussaint.
Cette série ne doit pas être confondue avec Le Livre de Poche Tallandier.

## Liste des titres

### Première série
- 13. Amour défendu par Jules Mary, vers 1909 [?]
- 24. La Filleule d'Aramis par Paul Mahalin
- 43.-47. La Jeune Veuve par Henri Demesse
- 59. Le Martyre d'Arlette par Paul d'Aigremont
- 90. Le Fils de Pardaillan I par Michel Zévaco
- 90 bis. Le Fils de Pardaillan II par Michel Zévaco
- 101. Trottinette par Jules Lermina, 1916
- 105. Mariage Maudit par Marc Mario
- 119. La Voilette Bleue par Fortuné du Boisgobey
- 120. Nini-Bellotte par Jules Lermina
- 124. Amours d'une Petite Bonne par Jules de Gastyne
- 148. La Reine Isabeau par Michel Zévaco
- 149. Le Pont de Montereau par Michel Zévaco
- 159. L'Amie coupable par Fortuné du Boisgobey, 1918
- 160.-161. Cœur de française par Arthur Bernède
- 166. Les Petites Mendiantes par Théodore Cahu
- 167. Crimes d'un Ange par Maxime Villemer
- 168. L'Espionne de Guillaume par Arthur Bernède, 1919
- 175. L'Alsacienne par Aristide Bruant, 1920
- 176. La Fiancée de Lothringen par Aristide Bruant, 1920
- 183. Tante Nini par Maxime Villemer, 1920
- 186. Le Pré aux Clercs par Michel Zévaco
- 187. Fiorinda la Belle par Michel Zévaco
- 194. L'Enfant du pêcheur par Marc Mario
- 236. Petit Clairon des Zouaves par Marc Mario
- 240. Les nuits d'Irlande par Jules Mary
- 244. Clara Spada par Charles Vayre et Robert Florigni
- 245. Trois Amoureuses par Charles Vayre et Robert Florigni
- 258. Sans Asile par Maxime Villemer
- 262. Le Fils d'un voleur par Jules Mary, 1921
- 270. Cœur d'idole par Henriette Langlade
- 276. Cœur Mystérieux par Marcel Priollet
- 293. Le Roman de Christine par Georges Spitzmuller
- 314. Mademoiselle Jeanne par Charles Mérouvel
- 325. La Reine d'Argot par Michel Zévaco
- 326. La Reine Pimerose par Michel Zévaco
- 330. Supplice d'une Mère par Jules de Gastyne
- 333. La Dame de la Lande par Arnould Galopin
- 345. Chérubin par René Vincy, 1922
- 346. Amour d'un Petit Soldat (tome 1) par Arthur Bernède
- 347. Amour d'un Petit Soldat (tome 2) par Arthur Bernède
- 349. La Grande Aventure par Michel Zévaco
- 350. La Dame en Blanc, la Dame en Noir par Michel Zévaco
- 351. Aux Bat' D'Aff' par Aristide Bruant
- 355. Le Roi Milliard par Charles Mérouvel
- 356. Misère par Charles Mérouvel
- 360. Le Sacrifice de Micheline par Paul d'Aigremont
- 361. Le Fils d'Impéria par Charles Vayre et Robert Florigni, 1923
- 362. L'Amour de Loyse par Charles Vayre et Robert Florigni
- 364. Fanchon Amoureuse par Jules Mary
- 365. Aventures de Fanchon par Jules Mary
- 366. Rédemption par Charles Mérouvel
- 367. Ils s'Aimaient ! par Georges Maldague
- 368. Une Fille du Peuple par Maxime Villemer
- 369. Les Malheurs de Basquine par Maxime Villemer
- 370. Le Chevalier-Arc-en-Ciel par Georges Spitzmuller
- 371. P'tit Gars par Marcel Allain
- 374. Reine de Tango par Marcel Priollet
- 375. La Dame au masque de velours noir par Édouard Adenis, 1923
- 377. Les Sacrifiés par Arthur Bernède
- 383. Rose Sauvage par Georges Maldague
- 384. Le Fruit Défendu par Jules Mary
- 385. La Revanche de Rose-Manon par Jules Mary
- 386. Retour d'Exil par Maxime Villemer
- 387. Sang Rouge et Sang Bleu par Charles Mérouvel
- 388. La Faute de Madeleine par Charles Mérouvel
- 389. Elle Était Trop Jolie par Marcel Allain
- 390. Yvonne la Simple par Georges Maldague
- 394. Amour Défendu par Jules Mary
- 395. Pour son Enfant par Jules Mary
- 396. La Fleur Éternelle par Georges Spitzmuller
- 397. La Dame aux Bleuets par Maxime Villemer
- 398. Rose des Neiges par Maxime Villemer
- 399. La Vengeance d'Anne-Marie par Jules de Gastyne
- 400. Magali par Paul d'Aigremont
- 401. Fidèle Amour par Paul d'Aigremont
- 402. L'enfant du Malheur par Marc Mario
- 403. Jean-la-Mort par Charles Mérouvel
- 404. Le Drame d'Argouges par Charles Mérouvel
- 405. Sans Pitié par Georges Maldague
- 406. L'Amoureux de Mady par Charles Vayre et Robert Florigni
- 412. Aveugle Amour par Marcel Allain
- 423. La Grognarde par Henri Cain, 1924
- 424. Ginette de Longueville par Henri Cain
- 427. Les Chauffeurs du Nord par Frédéric Valade, 1924
- 428. L'Ange qui pardonne par Frédéric Valade
- 431. Bourreaux ! par Henri Germain
- 436. Josiane par Gaston-Charles Richard
- 437. La Revanche de Roland par Gaston-Charles Richard
- 442. Mariage in Extremis par Marc Mario
- 443. L'Amour de Liette par Marc Mario
- 445. Paradis perdu par Jules Mary
- 446. Après les larmes par Jules Mary
- 462. Celles qui pleurent par René Vincy, 1925
- 475. Le destin de Louise par Miral-Viger
- 479. L'Amour qui espère par Charles Vayre et Robert Florigni
- 480. La Vengeance de Flora par Charles Vayre et Robert Florigni
- 486. La Joueuse d'Orgue par Xavier de Montépin
- 487. La Petite Marthe par Xavier de Montépin
- 495. La Reine de l'Or par Paul d'Aigremont
- 496. Le Martyre de Nadine par Paul d'Aigremont
- 499. Le Bonheur qui passe par René Vincy
- 501. La Conquête de Gabrielle par Charles Mérouvel, 1925
- 505. La Cigogne d’argent par Gaston-Charles Richard
- 506. Le Châtiment d'Ortrude par Gaston-Charles Richard
- 508. Marie-Rose I par Michel Zévaco
- 509. Marie-Rose II par Michel Zévaco
- 510. Amante Royale par Georges Spitzmuller,1925
- 514. Le violoneux par Charles Mérouvel, 1926
- 516. Rose Esterel par Charles Mérouvel,1926
- 523. Rossignolette par Marcel Priollet
- 524. Martha par Charles Mérouvel
- 526. Mimosa par Georges Spitzmuller
- 527. Le Don d’un Cœur par Edouard Adenis
- 528. Le Secret de Jacqueline par Edouard Adenis
- 529. Les Tendres par René Vincy
- 530. Sans-sol par Charles Vayre et Robert Florigni
- 531. Caprice Royal par Charles Vayre et Robert Florigni, 1926
- 532. Un Cœur qui s'égare par Maurice Mario
- 533. Les Lurons de la Jeanne par Pierre Maël
- 534. Julia la Louve par Pierre Maël
- 535. Pour sauver la Reine par Gaston-Charles Richard
- 536. L'Affaire de Fontaine aux Bois par Charles Mérouvel
- 537. Roman d'une honnête fille par Charles Mérouvel
- 538. Le Mousquetaire Bleu par Paul Segonzac
- 539. La Fauvette du Faubourg par Henri Germain
- 541. D'un Cœur à l'autre par Henriette Langlade
- 542. Tragique Amour de Lucile de Launay par Ernest Maurice Laumann
- 543. Le Fils de Cartouche par Ernest Maurice Laumann
- 544. Le Cœur en émoi par Marie de La Hire
- 547. Reconquise par Georges Spitzmuller
- 548. Trop Tard par Maxime Villemer
- 550. Il suffit d'aimer par H. J. Magog
- 551. La Fin de Pardaillan par Michel Zévaco
- 552. La Roche Sanglante par Charles Mérouvel
- 553. Le Roman d'une Figurante par Jules Mary
- 556. Noble… et bandit par Jules de Gastyne
- 559. L'Amoureuse équipée par Charles Vayre et Robert Florigni
- 560. Le Roi maudit par Gaston-Charles Richard
- 561. Sous le manteau royal par Gaston-Charles Richard
- 562. Chercheuse d'Amour par Paul Darcy
- 563. Le Silence du Sang par René Vincy
- 564. Fort comme la haine par René Vincy
- 565. Ame de Démon par Marc Mario
- 566. Blessée au Cœur par Jules Mary
- 567. Les Amours de Collivet par Jules Mary
- 568.  Princesse Marthe par Jean-Louis Morgins
- 569. La Buveuse d'or Maxime Villemer
- 570. Bluette et Bérengère Maxime Villemer
- 571. L'amour parle plus haut par Francis Cerdan
- 572. Tragique Amour par Paul d'Aigremont
- 573. L'Heure terrible par Paul d'Aigremont
- 574. La veuve-Enfant par René Vincy, 1927
- 575. La Martyre blonde par Léon Sazie
- 576. L'Aurore du bonheur par Léon Sazie
- 577. Le Roman d'un Mousse par Ernest Maurice Laumann
- 580. Héritière aux beaux yeux par H. J. Magog
- 581. Les deux Petiotes par Henri Kéroul et Georges Le Faure
- 582. La petite Duchesse par Henri Kéroul et Georges Le Faure
- 584. Robert Macaire par Edouard Adenis
- 585. Femmes de Robert Macaire par Edouard Adenis
- 586. L'Abeille d'Or par Gabriel Bernard
- 588. Annie et Doria par Jacques Brienne
- 589. Cœurs brisés Pierre Delcourt
- 590. Gilka la Bohémienne par Frédéric Valade
- 591. Génia la blonde par Frédéric Valade
- 592. Fleur d'Ajonc par Arthur Bernède
- 593. Eva et Liban par Pierre Maël
- 594. Le Cœur et l'Honneur par Pierre Maël
- 595. L'Enigme d'Amour par Charles Vayre
- 599. La Fée de l'Empereur par Gabriel Bernard
- 600. Bonheur fragile par Henri Germain
- 601. Fiançailles de Germaine par Henri Germain
- 602. Les Briseurs de Rêves par Paul Darcy
- 603. L'Enfant de Paris par Ernest Maurice Laumann
- 604. La Marquise Gabrielle par Jules Mary
- 605. Le dernier baiser par Jules Mary
- 606. Lèvres jointes par René Vincy
- 607. Damnée par Charles Mérouvel
- 608. Grands Noms, Grands crimes par Charles Mérouvel
- 609. Une Vengeance terrible par Jules de Gastyne
- 610. Les deux Marquises par Paul d'Aigremont
- 611. La Médaille d'Argent par Paul d'Aigremont
- 612. Le Miroir fleuri par Georges Spitzmuller
- 613. Femme sans cœur Maxime Villemer
- 614. Maudite Maxime Villemer
- 615. Visage d'Ange, Cœur de Démon par H. J. Magog
- 616. Le Secret sous la Terre par Jules Mary
- 617. La Tombe sans nom par Jules Mary
- 618. L’amour chemine par Marcel Allain,1928
- 619. Aimée d'un Prince par Charles Vayre et Robert Florigni
- 620. Le Serment de Jacqueline par Charles Vayre et Robert Florigni
- 621. Les Cœurs perdus par  Georges Sim
- 622. Si tu ne m'aimes plus par Paul Darcy
- 623. Ville Maudite par Charles Mérouvel
- 625. Le Secret d'une Femme par Henriette Langlade
- 626. Vierges de France par Paul d'Aigremont
- 627. Fille de Lorraine  par Paul d'Aigremont
- 628. Suprême Victoire par Paul d'Aigremont
- 629. La Surprenante Aventure par Marcel Allain
- 630. Cœurs Fidèles par Marie de La Hire
- 630. Rosette Floréal par Henri Cain
- 630. Tu Souffriras par René Vincy
- 631. La Main du malheur par René Vincy
- 632. Rosario, danseuse espagnole par Gaston-Charles Richard
- 633. Le Pouce Fatal par Léon Sazie, 1928
- 634. La Belle Dangereuse par Léon Sazie
- 635. La Robe qu'elle ne mettra pas par Jean Scavert
- 637. Les Chevaliers de la Reine par Henri Cain
- 639. Un Heritage d Amour par Jules Mary
- 640. La Conquête de son mari par Jules Mary
- 640. Le Calvaire d'Yvonne par Henri Germain
- 641. Jean de France par G. de Raulin
- 642. L'Epouse Vierge par Aristide Bruant
- 643. L’héroïsme de Mildah par Aristide Bruant, 1928
- 644. Malgré l'Amour par Gérard de Beauregard
- 645. Christiane par Jacques Brienne
- 646. L'Amour avait raison par Jacques Brienne
- 647. Tu n'as pas su m'aimer par Paul Darcy, 1928
- 648. Les Esclaves de Paris par Émile Gaboriau
- 649. Le secret des Champdoce par Emile Gaboriau, 1928
- 650. Le Chemin d'une passion par Léon Miral
- 652. Seuls au monde Maxime Villemer
- 653. Le Miracle des Cœurs par Arthur Bernède
- 654. Les Louves de Machecoul par Alexandre Dumas
- 655. La Louve Blessée par Alexandre Dumas
- 656.  L'Amour des Femmes par Xavier de Montépin
- 657. La Fiancée d'un Juge par Jules Mary
- 658. La Fille du Bourreau par  Jean de La Hire
- 658. La fille du bourreau par Jean de La Hire, 1928
- 659. Le Secret de Régis par Paul d'Aigremont
- 660. Le serment de Claire par Paul d'Aigremont, 1928
- 661. Les Veuves Blanches par Marcel Priollet
- 662. La nuit du destin. Les trois rivales par Gaston-Ch. Richard, 1928
- 662. Les Trois Rivales par Gaston-Charles Richard
- 663.  La nuit du destin. Le piège d’amour par Gaston-Ch. Richard, 1928
- 687. La Sonneuse de joie par Jacques Brienne
- 697. Deux intrépides amies par Henry Cain, 1929
- 712. J'ai payé son cœur par Léon Sazie, 1929
- 719. Le Roman de Lucile Gerson par Henry Cain, 1929
- 728. Kaïtar par Jean de La Hire, 1930
- 739. Crime de courtisan par Henry Cain, 1930
- 740. L'homme aux mains coupées par Georges Brune, 1930
- 760. Mado la blonde par Arthur Bernède
- 785. Le Diamant perdu par Henry Debossay, 1931
- 843. Trop aimé... Trop haï... par Gille Cordouan, 1932
- 845. Jusqu'à l'échafaud par Xavier de Montépin, 1932
- 867. Mondaine par Paul Darcy, 1932
- 880. L'Immortel Forban par Géo Cahen et H.-G. Viot, 1933
- 883. Après le Bonheur par Paul de Garros
- 927. Les mystères de Lyon par Jean de La Hire, 1933
- 977. L'Épervier de Kaâli par Gaston-Ch. Richard, 1935
- 988. Le Temple du Lac Amer par Gaston-Ch. Richard, 1935

### Deuxième série
- 21. L'Épaulette de laine par Annie Kerval, 1938
- 22. Brune ou blonde par Charles Vayre
- 44. Le Cercle du mensonge par Marcelle Adam
- 61. Les Drames des Bermudes par Jean de la Hire
- 74. Le Testament du professeur Triple G par Léon Groc, 1941

### Troisième série
- 2. Un homme de proie par Arthur Bernède, 1948
- 10. Meurtrier de sa femme par Charles Mérouvel, 1948
- 16. Un nouveau coup de Zigomar par Léon Sazie
- 24. Le Démon de l'amour par Jules Mary
- 26. Le Fruit défendu par Jules Mary, 1949
- 18. Deux berceaux... Un ruban noir par Xavier de Montépin
- 39. Mademoiselle Guignol par Jules Mary, 1950
- 40. La Montreuse de marionnettes par Jules Mary, 1950
- 41. Les folles de Paris par Robert Jean-Boulan, 1951
- 42. La Joueuse d'orgue par Xavier de Montépin
- 43. La petite Marthe par Xavier de Montépin
- 47. La Fiancée de Jean-Claude par Jules Mary
- 48. Vendue !!! par Charles Vayre, 1951
- 50. La Fille du condamné par Jules Mary
- 51. La Femme aux yeux changeants par Jules Mary
- 53. La Conquête de Gabrielle par Charles Mérouvel
- 54. Tante Berceuse par Jules Mary
- 56. Crimes d'un ange par Maxime Villemer, 1951
- 57. Haine éternelle par Charles Mérouvel, 1952
- 58. Courtes ivresses par Charles Mérouvel
- 63. Diane-la-pâle par Jules Mary, 1952
- 64. Fleur d'ajonc par Arthur Bernède
- 67. Princesse de cinéma par Marcel Priollet
- 68. L'Avocat des gueux par Jules Mary
- 75. Fleur-de-Misère par Maxime Villemer, 1953
- 76. La Marquise Gabrielle par Jules Mary
- 77. Ville maudite par Charles Mérouvel
- 82. Les briseurs de chaînes par Jules Mary, 1954